# Wolfgang Röhling
Wolfgang Röhling (* 22. Mai 1938 in Berlin; † 22. Juni 1953 in Berlin) ist ein Todesopfer des DDR-Grenzregimes vor dem Bau der Berliner Mauer. Er wurde 1953 am Spandauer Schifffahrtskanal nahe dem Invalidenfriedhof erschossen, als er mit Freunden schwimmen gehen wollte.

## Leben
Wolfgang Röhling stammte aus dem West-Berliner Arbeiterviertel Wedding. Er wohnte in der Müllerstraße und besuchte eine Berufsschule. Wolfgang Röhling war seit 1950 Mitglied der Jungen Pioniere, einer kommunistischen Kinderorganisation, ohne sich dort intensiv zu engagieren. Er habe nur einige Male an Veranstaltungen teilgenommen.

### Todesumstände
Am Nachmittag des 22. Juni 1953 ging Wolfgang Röhling mit vier Freunden nach der Schule zum Gelände des Hamburger Bahnhofs im West-Berliner Stadtteil Moabit. Sie wollten an diesem heißen Sommertag im Spandauer Schifffahrtskanal baden. Der Kanal bildete an dieser Stelle die Grenze zwischen dem britischen und dem sowjetischen Sektor Berlins, der Kanal gehörte noch ganz zu Ost-Berlin. Die Situation in Ost-Berlin war an diesem Tag wegen des noch nicht vollständig abgeklungenen Aufstands vom 17. Juni angespannt, die Grenzen zu West-Berlin teilweise geschlossen und die Autoritäten nervös. Die Jungen wurden von zwei Volkspolizisten weggeschickt, kehrten aber nach kurzer Zeit zurück.
Auch die Jungen hatten die Ereignisse der letzten Tage verfolgt, außerdem sahen sie das Badeverbot nicht ein. Die Jugendlichen versuchten, die Grenzposten mit Steinen zu bewerfen, aber die waren zu weit entfernt, und beschimpften sie. Die Posten auf Ost-Berliner Seite, die der zur verstärkten Grenzbewachung herangezogenen Kasernierten Volkspolizei angehörten, reagierten gereizt und drohten ihnen. Die Freunde Röhlings zogen sich deshalb hinter eine schützende Mauer zurück, während er selbst am Ufer stehen blieb. Einer der Jungen sah, wie einer der Volkspolizisten seinen Karabiner von der Schulter nahm, auf einer Astgabel justierte und einen offenbar gezielten Schuss abfeuerte, der Wolfgang Röhling in den Kopf traf. Er brach in Ufernähe tödlich getroffen zusammen. Ein Schuss trifft Wolfgang Röhling auf der Flucht in den Hinterkopf. Die Ost-Polizisten feuerten 21 Schuss Munition ab, laut Lagebericht wegen „Annäherung verdächtiger Personen an der Sektorengrenze“.
Die Reaktionen in Ost und West waren unterschiedlich. Ein Ost-Berliner Polizeibericht erwähnt, wahrscheinlich in Bezug auf Wolfgang Röhling, am Folgetag das „Erschießen des Provokateurs“. Im Westen herrschte, auch wegen der zeitlichen Nähe zum Aufstand, große Empörung über den Tod des unschuldigen Jungen. Eine West-Berliner Zeitung schrieb, er sei das „neunte Opfer des sowjetischen Terrors seit dem 17. Juni in Westberlin“. Die Berliner Morgenpost kommentierte aufgebracht, ein paar Steine und Schimpfwörter könnten doch kein Grund sein, „sofort scharf zu schießen“.
Die Bestattung Wolfgang Röhlings am 30. Juni 1953 auf dem Urnenfriedhof Gerichtstraße richtete das Bezirksamt Wedding aus. In einem mit Rosen bedeckten Sarg wurde der Junge zu Grabe getragen. Der Bezirksbürgermeister Walter Röber verurteilte die Tat als Ausdruck von „Gewissenlosigkeit“. Mehrere hundert Berliner bekundeten ihr Beileid.
Ein in den neunziger Jahren eingeleitetes Ermittlungsverfahren stellte die Staatsanwaltschaft Berlin ein, da sie keine Möglichkeit sah, herauszufinden, wer den tödlichen Schuss abgegeben hatte. Auf dem Urnenfriedhof Seestraße erinnert eine Gedenkplatte in der Reihe der Opfer des Aufstandes vom 17. Juni an Wolfgang Röhling.